# Brzotín
Brzotín és un poble i municipi d'Eslovàquia. Es troba a la regió de Košice, a l'est del país.

## Història
La primera referència escrita de la vila data del 1242.

## Demografia
| Godina             | 1994 | 2004    | 2014   | 2024   |
| ------------------ | ---- | ------- | ------ | ------ |
| Nombre de persones | 1132 | 1268    | 1347   | 1360   |
| Diferència         |      | +12,01% | +6,23% | +0,96% |

| Godina             | 2023 | 2024   |
| ------------------ | ---- | ------ |
| Nombre de persones | 1357 | 1360   |
| Diferència         |      | +0,22% |